# Jenny Lutzerová
Jenny Lutzerová, vdaná sv. paní z Dingelstedtu (4. března 1816 Praha – 3. října 1877 Vídeň) byla česko-rakouská operní zpěvačka-sopranistka).

## Život

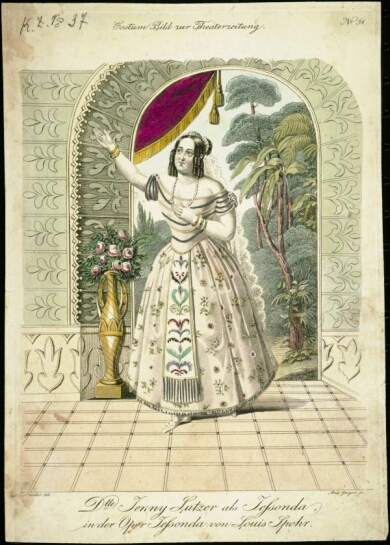
Plakát Jenny Dingelstedtové, roz. Lutzerové, coby představitelky role Jessondy ve stejnojmenné opeře Louise Spohra (1823)

Jenny Lutzerová se v hudbě vzdělávala již jako dítě a již v 16 letech stála poprvé na jevišti. V letech 1837 až 1842 byla uznávanou koloraturní sopranistkou a působila jako subretní zpěvačka Vídeňské dvorní opery. V téže době byla také jmenována c.k. komorní zpěvačkou.
V roce 1843 se vdala za básníka a divadelního intendanta Franze svobodného pána z Dingelstedtu, s nímž cestovala roku 1843 do Stuttgartu, v roce 1850 do Mnichova a nakonec do Výmaru.
Zemřela roku 1877 ve Vídni a byla pochována na Ústředním hřbitově (5A-4-80) po boku svého manžela Franze von Dingelstedt v čestném hrobě.